# TerrorVision
TerrorVision är det belgiska brutal death metal-bandet Aborteds tionde studioalbum, utgivet i september 2018 på Century Media Records. Albumet gavs även ut i begränsad boxutgåva.
Basisten J.B. van der Wal hade lämnat bandet och ersatts av Stefano Franceschini.
Singlar släpptes till titelspåret, "Squalor Opera" och "Vespertine Decay". Till de två senare, samt till "Deep Red", gjordes musikvideor.
TerrorVision gästades av bland andra Spiros Antoniou från Septicflesh och  Julien Truchan från Benighted.

## Låtlista
1. "Lasciate ogne speranza" (instrumental) – 0:57
2. "Terror Vision" – 4:33
3. "Farewell to the Flesh" – 4:41
4. "Vespertine Decay" – 6:00
5. "Squalor Opera" – 4:01
6. "Visceral Despondency" – 3:32
7. "Deep Red" – 3:20
8. "Exquisite Covinous Drama" – 5:01
9. "Altro inferno" – 4:49
10. "A Whore d'Oeuvre Macabre" – 3:01
11. "The Final Absolution" – 5:07

Bonusspår på den begränsade boxutgåvan
1. "Bathos" – 4:17
2. "Fallacious Crescendo" – 3:43

## Medverkande
Musiker
- Sven de Caluwé – sång
- Mendel bij de Leij – gitarr
- Ian Jekelis – gitarr
- Stefano Franceschini – basgitarr
- Ken Bedene – trummor

Bidragande musiker
- Spiros Antoniou – sång
- Julien Truchan – sång
- Sebastian Grihm – sång
- Kristian Kohlmannslehner – samples

Produktion
- Kristian Kohlmannslehner – producent, inspelningstekniker, mixning, mastering
- Pär Olofsson – albumkonst
- Coki Greenway – albumkonst
- Tim Tronckoe – foto